# Афродизиак
Афродизиакът е вещество, което подсилва сексуалното желание. Етимологията на думата идва от името на Афродита — древногръцката богиня на любовта и красотата. В миналото множество храни, напитки и определени поведения са били смятани за способни да направят секса по-лесно постижим или приятен. Въпреки това от историческа и научна гледна точка приписваните на някои от тези вещества и методи успешни резултати може да са се дължали предимно на простата вяра на прилагащите ги, на очакването за положителен резултат (т.е. плацебо ефект). В частност западната медицинска наука няма доказателства за това, че която и да е конкретна храна е способна да повиши сексуалното желание или представяне.
Някои вещества, за които се твърди, че са афродизиаци, добиват репутацията на принципа на симпатичната магия, като например стридите, поради формата им.